# Mervin Joe Kelly
Mervin Joe Kelly (* 14. Februar 1894 in Princeton (Missouri); † 18. März 1971 in Port St. Lucie, Florida) war ein US-amerikanischer Physiker und Manager.
Sein Vater, Joseph Fenimore Kelly war Lehrer und Direktor der Hochschule von Mercer County (Missouri). Der Ururgroßvater war von Nordirland nach Virginia gekommen. Seine Mutter war Mary Etta, geb. Evans.
Kurz nach Mervins Geburt hatte der Vater ein Geschäft in Gallatin (Missouri) erworben, wo er die Schule besuchte. Im Alter von 16 Jahren hatte er genug Geld gespart, um die Missourie School of Mines and Metallurgie in Rolla (Missouri) zu besuchen, und Physik und Chemie zu studieren. Nachdem er im Sommer in einer Kupfermine in Utah gearbeitet hatte, änderte er seine Meinung über Metallurgie und widmete sich der Naturwissenschaften. Nachdem er 1914 seinen Bachelor erworben hatte, setzte er sein Studium an der University of Kentucky fort, wo er 1915 seinen Master erwarb. Am 11. November 1915 heiratete er Katharine Milstead aus Rolla. Er setzte sein Studium an der Universität Chicago fort, wo er Assistent von Robert Andrews Millikan war und 1918 seinen Ph.D. erwarb.
Zu Beginn des Ersten Weltkriegs hatte Frank B. Jewett ihm eine Stelle als Physiker bei der Western Electric Company angeboten, wo er zu Elektronenröhren forschte. 1925 wurde die Forschungsabteilung als Bell Labs ausgegliedert. Hier misstraute ihm zunächst Harold D. Arnold. 1934 wurde er Leiter der Forschungsabteilung, 1944 Vizepräsident und war 1951 bis 1959 Direktor der Organisation. Er arbeitete zunächst an Elektronenröhren. Seine Gruppe erhöhte die Lebensdauer von Telefon-Verstärkerröhren von 1000 auf 80.000 Stunden.
1933 entwickelte sie eine Senderöhre für Transatlantik-Telefonie und Rundfunk mit 100.000 Watt und bis 1937 mit 250.000 Watt.  1935 wurde er Fellow der American Physical Society.
Festkörperphysik hielt Kelly zunächst für unwichtig. Die Röhren waren aber für höhere Frequenzen nicht zu gebrauchen, und als sich Ende der 1930er die Röhrentechnik nicht mehr verbessern ließ, änderte er seine Meinung und wurde die treibende Kraft, dass Bell sich der Festkörperphysik zuwandte. Er startete eine Kampagne, um junge Ph.D.s zu gewinnen. 1940 hatte Russell S. Ohl zufällig den p-n-Übergang und den zugrundeliegenden Mechanismus entdeckt. Nach dem Zweiten Weltkrieg organisierte Kelly die Labore um und gründete eine spezielle Abteilung für Festkörperphysik.
Als ausländisches Mitglied der Schwedischen Akademie der Wissenschaften sorgte er dafür, dass seine Mitarbeiter Walter H. Brattain, John Bardeen und William B. Shockley für den Transistor mit dem Nobelpreis ausgezeichnet wurden.
1948 meinte er, dass die universitäre Ausbildung nicht tief genug gehe und führte an den Bell Labs das Communications Development Training (C.D.T.; oder Kelly Colleges) ein. Im gleichen Jahr etablierte er unter Direktor George W. Gilman Systems Engineering. (Gilman wurde 1940 Radio Transmission Engineer und 1944 Director of Transmission Engineering.) 1952 wurde er zum Mitglied der American Philosophical Society gewählt.
Am 1. März 1959 ging er bei den Bell Labs in den Ruhestand. Ebenfalls 1959 wurde er in die American Academy of Arts and Sciences gewählt. Seit 1945 war er Mitglied der National Academy of Sciences. Im Ruhestand war er noch Direktor und Berater zahlreicher Unternehmen.

## Veröffentlichungen
- The valency of photo-electrons and the photo-electric properties of some insulators; 1920
- The nature of the process of ionization of gases by alpha rays; 1920; mit Victor Hugo Gottschalk und Robert Andrews Millikan
- The first five years of the transistor; AT&T, 1953
- A Transatlantic Telephone Cable; In Proc. Inst. Elec. Eng.; London 102B, März 1955, S. 117–130; mit Sir Gordon Radley, G. W. Gilman, R. J. Halsey
- Oliver Ellsworth Buckley (1887–1959); 1961
- Clinton Joseph Davisson, 1881–1958 : A biographical memoir; 1962
- The interactions of applied science and technology for the civilian economy and for national security : A case study